# Последовательность Хаббла

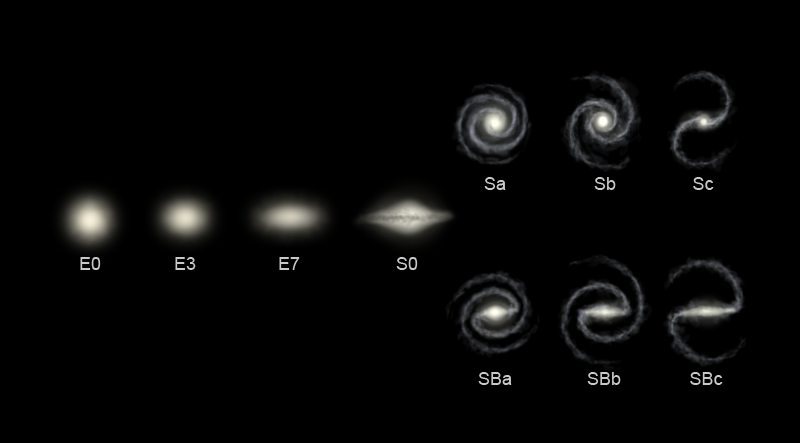
Для спиральных галактик размер балджа и толщина рукавов «слева направо» убывают, концентрация пыли увеличивается

После́довательность Ха́ббла — классификация галактик, предложенная в 1926 году Эдвином Хабблом. С тех пор предложены более подробные классификации, но классификация Хаббла всё ещё актуальна.
- E0—E7 — эллиптические галактики, имеют относительно равномерное распределение звёзд без явного ядра. Цифра показывает эксцентриситет: галактики E0 практически шарообразны, с увеличением номера развивается уплощение. Число показывает форму проекции на плоскость наблюдения, а не реальную форму галактики, которую может быть трудно установить.

- S0 — линзообразные галактики дискообразной формы с явно выраженным центральным балджем (выпуклостью), но без наблюдаемых рукавов.

- Sa, Sb, Sc, Sd — спиральные галактики, состоящие из балджа и внешнего диска, содержащего рукава. Буква показывает, насколько плотно расположены рукава.

- SBa, SBb, SBc, SBd — спиральные галактики с перемычкой, в которых центральный балдж пересекает яркий бар (перемычка), от которого отходят рукава.

- Irr — неправильные, или иррегулярные галактики, которые не могут быть отнесены ни к одному из перечисленных классов. Галактики типа IrrI содержат остатки спиральной структуры, а IrrII имеют совершенно неправильную форму.

Сам Хаббл считал эту последовательность эволюционной. По его мнению, эволюция происходила от эллиптических к спиральным галактикам (слева направо на рисунке). С тех пор эллиптические галактики условно называют ранним классом, а спиральные — поздним. Например, E3 — более поздний класс, чем E0, но более ранний, чем Sa. Современные представления о формировании галактик утверждают обратное: в ранней Вселенной преобладали спиральные и неправильные галактики, а гигантские эллиптические галактики возникли позже, путём слияния большого числа спиральных галактик.
| Тип галактики       | Масса (в M⊙) | Светимость (в L⊙) | Диаметр (килопарсек) | Звёздное население                   | Процент среди наблюдаемых галактик |
| ------------------- | ------------ | ----------------- | -------------------- | ------------------------------------ | ---------------------------------- |
| Спиральные (S и SB) | 109—1011     | 108—1010          | 5—250                | диск: Население I гало: Население II | 77 %                               |
| Эллиптические (E)   | 105—1013     | 105—1011          | 1—205                | Население II                         | 20 %                               |
| Иррегулярные (Irr)  | 108—1010     | 107—109           | 1—10                 | Население I                          | 3 %                                |

Иногда схему, изображённую на рисунке, называют «камертоном Хаббла» или «камертонной диаграммой».

## История
Последовательность Хаббла была предложена Эдвином Хабблом в 1926 году и модифицирована им же в 1936 году. В 1936 году был добавлен класс линзовидных галактик.